# آزمایش جرقه

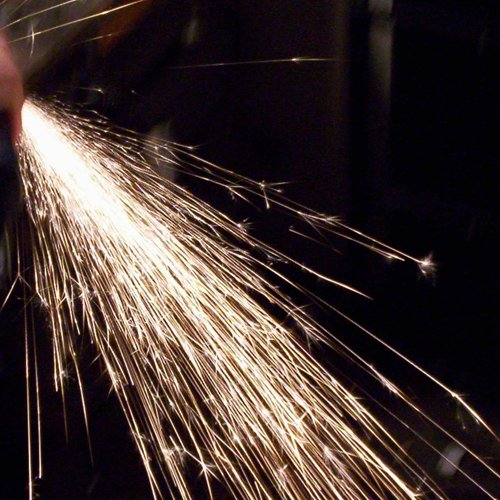
آزمایش جرقه فولاد ابزاری

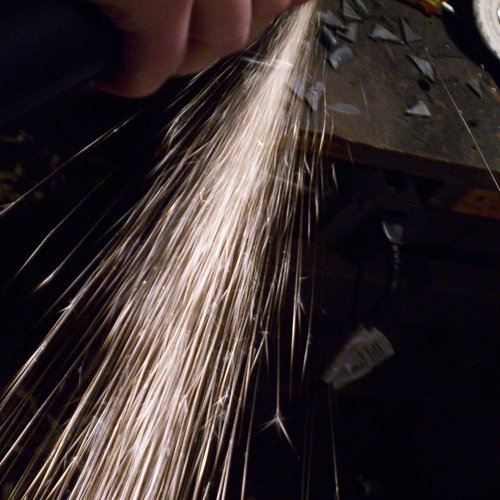
آزمایش جرقه فولاد کربنی

آزمایش جرقه (به انگلیسی: Spark testing) روشی برای تعیین طبقه‌بندی کلی مواد آهنی است. معمولاً مستلزم گرفتن یک قطعه فلز، معمولاً ضایعات، و اعمال سنگ‌زنی به‌منظور مشاهدهٔ جرقه‌های ساطع‌شده‌است. این جرقه‌ها را می‌توان با یک نمودار یا با جرقه‌های یک نمونهٔ آزمایشی شناخته‌شده برای تعیین طبقه‌بندی، مقایسه کرد. آزمایش جرقه همچنین می‌تواند برای مرتب‌کردن مواد آهنی استفاده شود و با توجه به یکسان یا متفاوت بودن جرقه، تفاوت آن‌ها از یکدیگر را مشخص کند.
آزمایش جرقه به این دلیل استفاده می‌شود که سریع، آسان و ارزان است. علاوه بر این، نمونه‌های آزمایشی به هیچ وجه نیازی به آماده‌سازی ندارند، بنابراین اغلب از یک تکه ضایعات آن فلز استفاده می‌شود. عیب اصلی آزمایش جرقه ناتوانی آن در شناسایی مثبت یک ماده است. در صورت نیاز به شناسایی مثبت، باید از شیمی تجزیه استفاده شود. روش آزمایش جرقه نیز به مواد مورد آزمایش آسیب می‌رساند؛ حتی به صورت سطحی.
آزمایش جرقه اغلب در اتاق ابزارها، کارگاه ماشین‌کاری، کارگاه عملیات حرارتی و ریخته‌گری استفاده می‌شود.

## فرایند
معمولاً برای ایجاد جرقه از دستگاه سنگ‌زنی استفاده می‌شود، اما گاهی اوقات این کار راحت نیست، بنابراین از دستگاه سنگ زنی قابل حمل استفاده می‌شود. در هر صورت، چرخ سنگ زنی باید سرعت سطحی مناسبی داشته باشد، حداقل 23 m/s (۴۵۰۰ سطحی فوت در دقیقه (sfpm))، اما باید بین ۳۸ تا58m/s (7500–11,500 sfpm) باشد. چرخ باید درشت و سخت باشد، بنابراین اغلب از اکسید آلومینیوم یا سیلیسیم کاربید استفاده می‌شود. ناحیه آزمایش باید در ناحیه ای باشد که نور روشنی مستقیماً به چشم ناظر تابیده نباشد. علاوه بر این، چرخ سنگ زنی و اطراف آن باید تاریک باشد تا جرقه‌ها به وضوح مشاهده شوند. سپس نمونه آزمایشی به آرامی به چرخ سنگ زنی تماس داده می‌شود تا جرقه ایجاد شود.
ویژگی‌های مهم جرقه عبارتند از رنگ، حجم، ماهیت جرقه و طول. توجه داشته باشید که طول بستگی به مقدار فشار اعمال شده به چرخ سنگ زنی دارد، بنابراین اگر فشار برای نمونه‌ها دقیقاً یکسان نباشد، این می‌تواند یک ابزار مقایسه ضعیف باشد. همچنین، چرخ سنگ زنی باید به‌طور مکرر به وسیله ابزاری سطح آن کنده شود تا رسوبات فلزی از بین برود.

### روش هوای فشرده
روش کمتر رایج دیگر برای ایجاد جرقه، گرم کردن نمونه تا گرمای سرخ و سپس اعمال هوای فشرده به نمونه است. هوای فشرده اکسیژن کافی برای مشتعل شدن نمونه و ایجاد جرقه را تأمین می‌کند. این روش دقیق تر از استفاده از آسیاب است زیرا همیشه جرقه‌هایی با طول یکسان برای نمونه مشابه ایجاد می‌کند. هوای فشرده در اصل هر بار همان «فشار» را اعمال می‌کند. این امر مشاهدات طول جرقه مشخصه را بسیار قابل اعتمادتر برای مقایسه می‌کند.

### آزمایش جرقه خودکار
تست جرقه خودکار برای حذف اتکا به مهارت و تجربه اپراتور توسعه داده شده‌است و در نتیجه قابلیت اطمینان را افزایش می‌دهد. این سیستم بر طیف‌سنجی، طیف‌سنجی و روش‌های دیگر برای «مشاهده» الگوی جرقه متکی است. مشخص شده‌است که این سیستم می‌تواند تفاوت بین دو ماده ای را که جرقه‌هایی را که برای چشم انسان قابل تشخیص نیستند، مشخص کند.

## ویژگی‌های جرقه

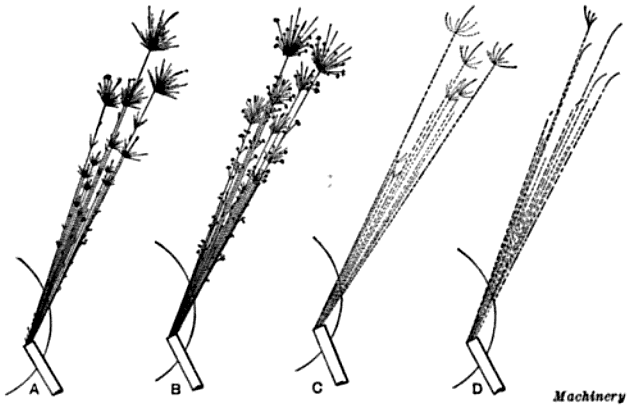
(A) فولاد پر کربن (B) فولاد منگنز (C) فولاد تنگنستن (D) فولاد مولیبدن

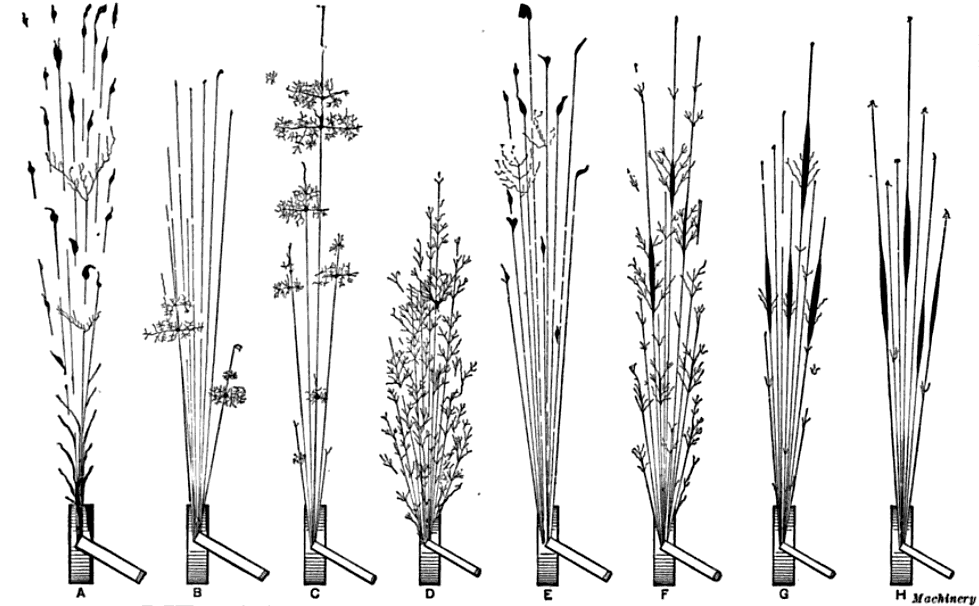
(A) آهن کارسخت شده (B) فولاد کربنی (C) فولاد با ۰٫۵ تا۰٫۸۵٪ کربن (D) فولاد ابزار پر کربن (E) فولاد تندبر (F) فولاد منگنر (G) فولاد موشه (H) فولاد مخصوص آهنربایی

- آهن کار سخت شده: گل‌آهن جرقه‌ها در خطوط مستقیم بیرون می‌ریزند. دم جرقه‌ها نزدیک به انتها باز می‌شود، شبیه به برگ می‌شوند.[۱][۵]
- فولاد نرم: فولاد کربنی جرقه‌ها شبیه به آهن‌های کارسخت شده هستند، با این تفاوت که چنگال‌های ریز دارند و طول آن‌ها بیشتر متفاوت است. جرقه‌ها به رنگ سفید خواهند بود.[۱][۵]
- فولاد با کربن متوسط: این فولاد دارای دوشاخه‌های بیشتری نسبت به فولاد نرم و طیف وسیعی از طول جرقه‌ها است که بیشتر در نزدیکی چرخ سنگ‌زنی است.[۵]
- فولاد پرکربن: فولاد پرکربن دارای الگوی جرقه‌ای بوته‌ای است که از چرخ آسیاب شروع می‌شود. جرقه‌ها به روشنی جرقه‌های فولادی با کربن متوسط نیستند.[۵]
- فولاد منگنز: فولاد منگنز جرقه‌هایی با طول متوسط دارد که قبل از پایان دو بار شاخه می‌زند.[۵]
- فولاد تندبر: فولاد تندبر جرقه قرمز کم رنگی دارد که در نوک آن جرقه می‌زند.[۵]
- فولاد ضدزنگ سری ۳۰۰: این جرقه‌ها به اندازه جرقه‌های فولاد کربنی متراکم نیستند، شاخه شاخه نمی‌شوند و به رنگ نارنجی هستند.[۲]
- فولاد ضدزنگ سری ۳۱۰: این جرقه‌ها بسیار کوتاه‌تر و نازک‌تر از جرقه‌های سری ۳۰۰ هستند. رنگ آنها قرمز تا نارنجی است و شاخه شاخه نمی‌شوند.[۲]
- فولاد ضدزنگ سری ۴۰۰: جرقه‌های سری ۴۰۰ مشابه جرقه‌های سری ۳۰۰ هستند، اما کمی طولانی‌تر هستند و در انتهای جرقه‌ها دارای شاخه‌هایی هستند.[۲]
- چدن: چدن جرقه‌های بسیار کوتاهی دارد که از چرخ سنگ زنی شروع می‌شود.[۱]
- آلیاژهای نیکل و کبالت با دمای بالا: این جرقه‌ها نازک و بسیار کوتاه هستند و رنگ آن‌ها قرمز تیره است و چنگال نمی‌شوند.[۲]
- کاربید سمانته: کاربید سمانته جرقه‌های زیر ۳ اینچ دارد که به رنگ قرمز تیره است و چنگال نمی‌شود.[۶]
- تیتانیوم: اگرچه تیتانیوم فلزی غیرآهنی است، جرقه‌های زیادی از خود ایجاد می‌کند. این جرقه‌ها به راحتی از فلزات آهنی قابل تشخیص هستند، زیرا رنگ سفید بسیار درخشان، کور کننده ای دارند.<[۷]

## تاریخچه
در سال ۱۹۰۹، ماکس برمن، یک مهندس در بوداپست، اولین کسی بود که کشف کرد که آزمایش جرقه می‌تواند به‌طور قابل اعتمادی برای طبقه‌بندی مواد آهنی استفاده شود. او در ابتدا ادعا کرد که می‌تواند انواع مختلف مواد آهنی را بر اساس درصد کربن و عناصر آلیاژی اصلی تشخیص دهد. علاوه بر این، او ادعا کرد که به دقت ۰٫۰۱٪ محتوای کربن دست یافته‌است.
شورن رفتارهای کامل از آزمایش‌های جرقه تولید کرد. کتاب او، جرقه اطلس فولادها، همراه با آزمایش جرقه اثر گلدوین، دو متن جامع در این زمینه را نشان می‌دهد.
در اواخر دهه ۱۹۸۰، استفاده صنعتی از تست جرقه مانند گذشته رایج نبود.

### فهرست کتب
- Davis, Joseph R; ASM International (1994), Stainless steels (2nd, Illustrated ed.), ASM International, ISBN 978-0-87170-503-7.
- Dulski, Thomas R. (1996), A manual for the chemical analysis of metals, ASTM International, ISBN 978-0-8031-2066-2.
- Gladwin, W.M., Spark Testing, United Steel Co. , Sheffield, UK.
- Drozda, Tom; Wick, Charles; Benedict, John T.; Veilleux, Raymond F.; Bakerjian, Ramon (1987), Tool and manufacturing engineers handbook: Quality Control and Assembly, vol. 4, Society of Manufacturing Engineers, ISBN 0-87263-135-4.
- The Engineering Magazine, vol. XXXVIII, Engineering Magazine Co., 1910.
- Geary, Don (1999), Welding, McGraw-Hill Professional, ISBN 978-0-07-134245-2.
- Lee, Leonard (1996), The Complete Guide to Sharpening, Taunton Press, ISBN 978-1-56158-125-2.
- Oberg, Erik; Jones, Franklin Day (1918), Iron and Steel (1st ed.), The Industrial Press.
- Saunders, William Lawrence (1908), Compressed Air Magazine, vol. XIII, Compressed Air Magazine Company.
- Tschorn, Gerhart (1963), Spark Atlas of Steels: Cast-Iron, Pig-Iron, Ferro-Alloys and Metals, New York, The MacMillan Company.